# Neolimonia quadricostata
Neolimonia quadricostata är en tvåvingeart som först beskrevs av Alexander 1980.  Neolimonia quadricostata ingår i släktet Neolimonia och familjen småharkrankar.
Artens utbredningsområde är Ecuador. Inga underarter finns listade i Catalogue of Life.